# مجازر الشوف (1977)
خلال الفترة ما بين 16 مارس/آذار 1977 و30 مارس/آذار 1977(مع وقوع هجمات أخرى في منتصف أغسطس/آب) وقعت سلسلة من المجازر ضد المدنيين المسيحيين في منطقة الشوف أثناء الحرب الأهلية اللبنانية. وقد ارتكبت معظم هذه المجازر على يد مسلحين دروز من جيش التحرير الشعبي بعد اغتيال الزعيم الدرزي كمال جنبلاط. وتعرض العديد من الضحايا للتشويه، وتعرضت النساء للاعتداء الجنسي حسبما ورد.

## خلفية
كان الدروز أعداء منذ ستينيات القرن التاسع عشر، وكانوا على خلاف دائم مع الموارنة، وكانت أعمال البربرية من الجانبين سبباً في إضعاف قدرتهم على التعايش على مدى قرون مضت. في 16 مارس 1977، تعرض زعيم الحزب التقدمي الاشتراكي كمال جنبلاط لكمين وقتل في سيارته بالقرب من بعقلين في الشوف من قبل مسلحين مجهولين (يزعم أنهم مقاتلون من الفصيل الموالي لسوريا في الحزب السوري القومي الاجتماعي، يعملون بالتواطؤ مع القائد العسكري السوري لمنطقة جبل لبنان، العقيد إبراهيم حويجة)؛ معتقدين أن الجناة كانوا أعضاء في قوات الكتائب التنظيمية ذات الأغلبية المسيحية (كي آر إف) أو ميليشيات النمور، انتقم رجال ميليشيات جبهة التحرير الفلسطينية بسرعة من السكان الموارنة المحليين الذين يعيشون في البلدات والقرى المختلطة حول بعقلين. وعلى الرغم من الإرسال المتسرع لأربعة آلاف جندي من الجيش السوري من قوة الردع العربية في 17 مارس/آذار للحفاظ على السلام في الشوف، فإن التقديرات تشير إلى مقتل ما بين 177 و250 قرويًا مارونيًا في أعمال انتقامية في بلدتي المختارة والباروك، وفي قرى مزرعة الشوف، ومعاصر الشوف، وبطمة، وكفرنبرخ، ومشغرة، وبريح (هجوم كنيسة القديس جاورجيوس).

## الهجمات
مزرعة الشوف
في 17 مارس/آذار، ارتكبت ميليشيات درزية مجزرة في قرية مزرعة الشوف، مما أسفر عن مقتل 52 شخصاً في القرية.
معاصر الشوف
وفي معاصر الشوف، قُتل 9 أشخاص أثناء تشييع جنازة، كما قُتل 3 آخرون كانوا يفرون مع 9 أشخاص من قرية مشغرة المجاورة. ونتيجة لذلك، فرّ 25 ألف مسيحي من المنطقة، وانتقل معظمهم إلى شرق بيروت.
بريح
في 21 أغسطس/آب، هاجم مسلحون من الدروز اليساريين كنيسة القديس جاورجيوس أثناء الصلاة يوم الأحد باستخدام أسلحة آلية داخل الكنيسة وحولها، مما أسفر عن مقتل 13 شخصًا. فر السكان المسيحيون من القرية. ومع ذلك، فقد جرت مشاريع بناء حالية لإصلاح المنازل المسيحية المهجورة بهدف إعادة توطين الأسر المسيحية في بريح.

## هجمات أخرى
كما وقعت عمليات قتل أخرى في الباروك (28 قتيلاً)، وبطمة (9 قتلى)، وكفرنبرخ (6 قتلى)، وفرايديس (6 قتلى)، وكذلك في بعدران، وشوريط، وعين زحلتا. وقيل إن العديد من الضحايا تعرضوا للتشويه وتعرضت النساء للاعتداء الجنسي.

## العواقب
بين عامي 1975 و1977، وبعد العديد من الهجمات المتتالية التي أرعبت السكان، فر حوالي 260 ألف مسيحي (60% من السكان المسيحيين في الشوف) من قراهم وانتقل معظمهم إلى بيروت وضواحيها المحيطة.